# Il Gesù, Palermo
Il Gesù, eller Chiesa del Gesù, är en kyrkobyggnad i Palermo, helgad åt Jesus Kristus. Kyrkan är belägen vid Piazza Casa Professa i quartiere Palazzo Reale-Monte di Pietà.
Kyrkan förestås av Jesuitorden.

## Historia
Uppförandet av kyrkan påbörjades omkring år 1590. Den konsekrerades den 16 augusti 1636 av kardinal Giovanni Doria, ärkebiskop av Palermo.
Ovanför fasadens huvudportal står en staty föreställande Madonna della Grotta; ovanför sidoportalerna finns statyer föreställande Ignatius av Loyola och Frans Xavier.

## Bilder
| - Cappella del Sacro Cuore. - Exempel på interiörens marmorsniderier. |